# Venuše z Hohle Fels

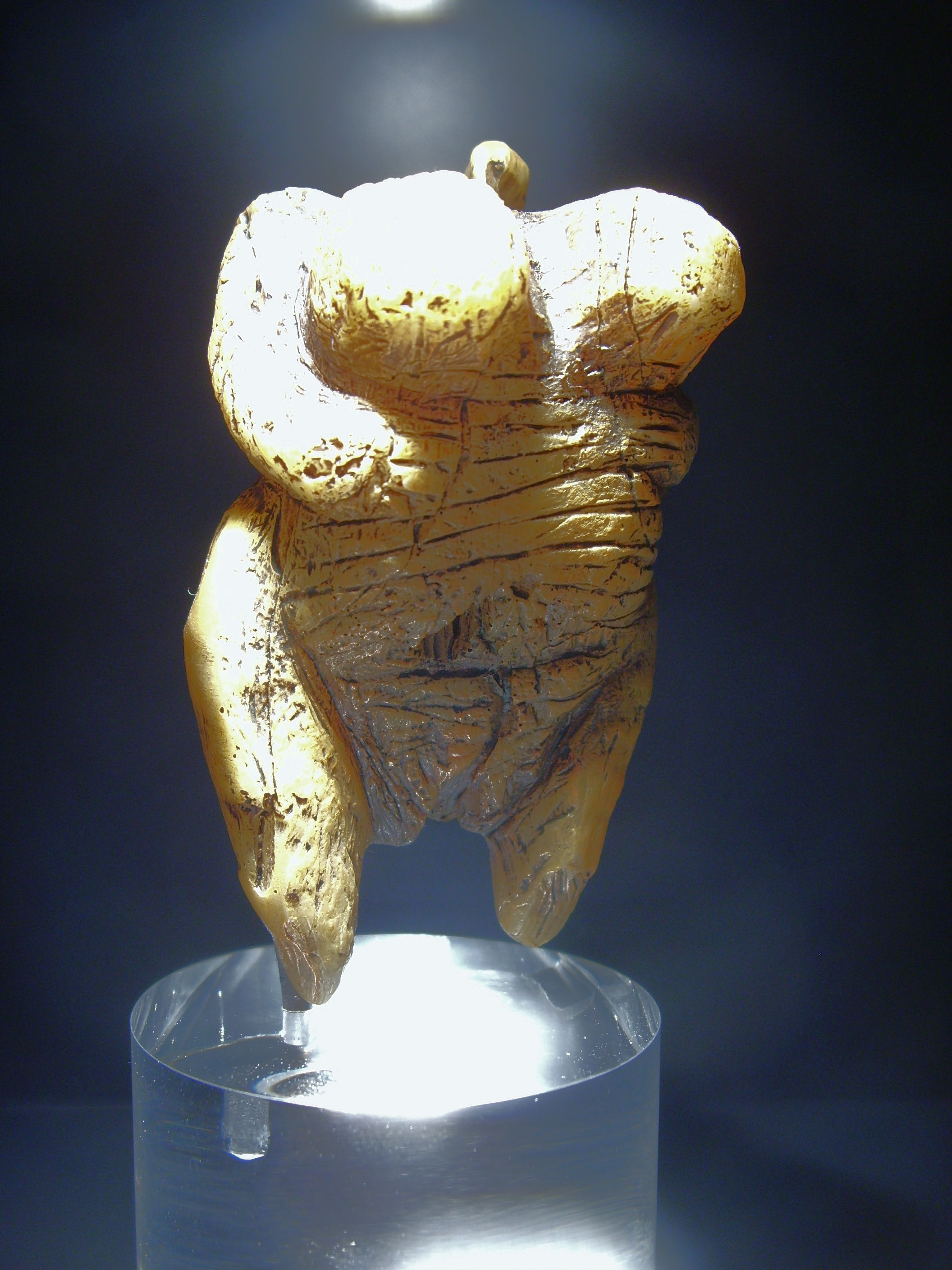
Venuše z Hohle Fels

Venuše z Hohle Fels (německy Venus vom Hohle Fels, vom Hohlen Fels; Venus von Schelklingen), též Švábská venuše je asi šest centimetrů vysoká venuše vyřezaná z mamutí slonoviny. Byla objevena v září 2008 během vykopávek v jeskyni Hohler Fels Südfuß ve švábských Alpách v Schelklingenu, asi 20 km jihozápadně od Ulmu. Soška byla vyrobena před nejméně 35 000 lety a pochází z nejnižších vrstev Aurignacienské kultury z období mladého paleolitu.
Vědci nalezli sošku v šesti kusech. Uhlíkovou metodou prokázali její stáří. Studie, která nález představuje, byla publikována v časopisu Nature.
Tržní cena sošky je odhadována na 40 milionů dolarů. Její kulturní cena je však nevyčíslitelná.
Soška je jedním nejstarších vyobrazení člověka a také jedním z nejstarších příkladů figurativního umění na světě. Existují další dvě venuše, které mohou být ještě starší (Venuše z Berekhat Ram a Venuše z Tan-Tanu), jejich datování je však sporné.

## Popis
Soška je 6 centimetrů velká, vyřezaná do mamutího klu, má trup s neúplnýma nohama, které končí nad koleny, v místě hlavy má očko, které sloužilo pravděpodobně na zavěšení. Chybí jí levá ruka a rameno a postrádá také chodidla. Umělec potřeboval desítky ne-li stovky hodin, aby toto dílo vytvořil.
| „                                                  | „Soška je zřetelně – a nestydatě – ženská, se zdůrazněnými pohlavními znaky (velká, vyčnívající prsa, značně zvětšená vulva, objemné břicho a stehna). Z pohledu norem 21. století by mohla hraničit s pornografií.“ | “ |
| — Paul Mellars, archeolog z University v Cambridge | |   |

## Výklady
Sošky převážně nahých žen se zdůrazněním některých pohlavních znaků představují projevy kultu zabezpečující plodnost. Mají většinou výrazně modelovaná ňadra, boky a hýždě. Podobné sošky žen pocházejí i z dalších nalezišť v Evropě, od západní po východní (Francie, Rakousko, Ukrajina).
Vydání časopisu Nature ze 14. května 2009 popisuje v krátkém filmu sošku jako prehistorickou pin-up girl. Skutečnost, že soška má zvýrazněná ňadra a ruce dopředu podporuje v médiích a denním tisku sexuálně motivované interpretace, i když se jedná o symbol plodnosti.
Venuše z Hohle Fels podle archeologů jasně demonstruje, že dávní lidé druhu Homo sapiens - kteří do Evropy přišli přibližně před 40 tisíci roky - byli podobně jako jejich dnešní potomci schopni přemýšlet abstraktně a symbolicky.

## Zajímavost o Hohle Fels
Hohle Fels je známa svými nálezy z období středního (přibližně 300 až 40 tisíc let př. n. l.) a mladého paleolitu (40 až 10 tisíc př. n. l.). Nachází se v pohoří Švábské Jury patnáct kilometrů od města Ulm.
V roce 2015 byly v jeskyni objeveny dva fragmenty druhé Venuše.
V jeskyni Hohle Fels se již dříve našly tři jiné zajímavé plastiky z mamutích klů – hlava koně, vodní pták připomínající kachnu a soška „Löwenmensch“ – napůl lev a napůl člověk.